# Județul Moghilău
Județul Moghilău a fost unul dintre cele 13 județe care au făcut parte din Guvernământul Transnistriei, regiune aflată sub administrație românească între anii 1941 și 1944.
Județul, care se găsea în partea nordică a Transnistriei, era împărțit administrativ în două orașe, Moghilău, care era și sediul județului, orașul Șmerinca (aflat în extremitatea nord-vestică a județului) și șapte raioane.

## Geografie
Județul, care se găsea în partea nordică a Transnistriei, era împărțit administrativ în două orașe, Moghilău, care era și sediul județului, orașul Șmerinca și șapte raioane.
În sensul acelor de ceasornic, județul Moghilău se învecina la vest, nord și est cu Comisariatul Ucrainei, la la sud-est și sud cu județele Tulcin și Jugastru, iar la sud-vest cu fluviul Nistru și, peste fluviu, cu județul Soroca din Basarabia, mai exact din Guvernământul Basarabiei.

## Componență
Reședința județului Moghilău se găsea la Moghilău.
Județul Moghilău era alcătuit din raioanele Balchi, Copaigorod, Crasnoe, Iarișev, Sargorod, Stanislavcic și Șmerinca.